# حمية غذائية غربية

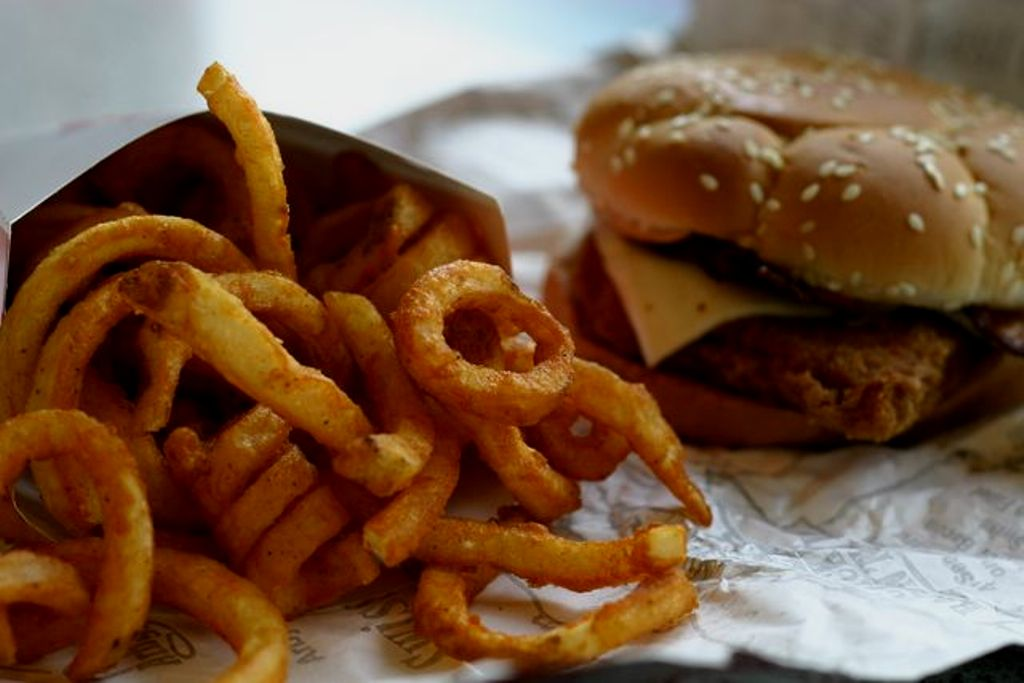
الوجبات السريعة هي مثال نموذجي للطعام المستهلك في النظام الغذائي الأمريكي القياسي.

الحمية الغذائية الغربية – أو الحمية الغذائية الأمريكية المعيارية (SAD) (بالإنجليزية: Western pattern diet (WPD) or standard American)‏ ، هي نمط غذائي حديث يتميز بشكل عام بتناول كميات كبيرة من اللحوم الحمراء واللحوم المصنعة والأطعمة سهلة التحضير والزبدة والمقليات ومنتجات الألبان عالية الدسم والبيض والحبوب المكررة والبطاطس والذرة (وشراب الذرة عالي الفركتوز) والمشروبات الغازية ذات سكريات عالية. وتعزى الحمية الغذائية الأمريكية المعيارية الحديثة إلى الاستعانة بالتغيرات الأساسية في نمط الحياة في أعقاب الثورة الزراعية في العصر الحجري الحديث، ولاحقًا في أعقاب الثورة الصناعية.
وعلى النقيض من ذلك، يحتوي النظام الغذائي الصحي على نسب أعلى من الفواكه غير المصنعة، والمكسرات، والخضروات، والأطعمة من الحبوب الكاملة، والدواجن، والأسماك.

## العناصر

الغذاء المتاح للأميركيين منذ عام 1910. ارتفع استهلاك اللحوم والحبوب والفواكه والخضروات. انخفض استهلاك الألبان.

انخفض استهلاك لحوم البقر في الولايات المتحدة منذ 1970s، في حين ارتفع استهلاك الدجاج بشكل كبير. وظل استهلاك الأسماك ولحم الخنزير ثابتًا.

يعد هذا النظام الغذائي «غني باللحوم الحمراء ومنتجات الألبان والأطعمة المجهزة  والمحلاة صناعيًا والملح، مع تناول الحد الأدنى من الفواكه والخضراوات والأسماك والبقوليات والحبوب الكاملة». وغيرت مختلف الأطعمة وإجراءات تجهيز الطعام التي جرى ادخالها خلال فترة الثورتين الزراعية والصناعية تغييرًا جذريًا 7 خصائص غذائية من الأنماط الغذائية للأجداد: وهي ارتفاع معدل السكر في الدم، وتكوين الأحماض الدهنية، وتكوين المغذيات الكبيرة، وكثافة المغذيات الدقيقة، والتوازن الحمضي القاعدي، ونسبة الصوديوم والبوتاسيوم، ومحتوى الألياف.
وتحتوي الحمية الغذائية الأمريكية على حوالي 50% من الكربوهيدرات، و 15% من البروتين، و 35% من الدهون. ويتدرج تناول المغذيات الكبيرة ضمن نطاقات توزيع المغذيات الكبيرة المقبولة (AMDR)  للبالغين التي حددها مجلس الغذاء والتغذية التابع لمعهد الطب في الولايات المتحدة  كونها «مرتبطة بانخفاض خطر الإصابة بالأمراض المزمنة عن طريق تناول كميات مناسبة من العناصر الغذائية الأساسية»، وهي 45 -65% من الكربوهيدرات، و10-35% من البروتين، و 20-35% من الدهون كنسبة مئوية من الطاقة الكلية. ومع ذلك، فغالبًا ما تكون الجودة الغذائية للأطعمة المحددة التي تشمل تلك المغذيات الكبيرة ضعيفة، كما هو الحال مع النمط «الغربي» الذي نوقش أعلاه. ويعتقد أن الكربوهيدرات المعقدة مثل النشا صحيًا أكثر من السكر الذي كثيرا ما يُستهلك في الحمية الغذائية الأمريكية القياسية.
وكشفت مراجعة العادات الغذائية في الولايات المتحدة عام 2004 عن أن حوالي 75% من وجبات المطاعم كانت من مطاعم الوجبات السريعة. وما يقرب من نصف الوجبات التي يطلبها المستهلكون من قائمة الطعام كانت الهمبرجر والبطاطا المقلية والدواجن - وحوالي ثلث الطلبيات تتضمن مشروبًا غازيًا.  وفي الفترة بين عامي 1970 و2008، ارتفع استهلاك الفرد من السعرات الحرارية بنحو الربع في الولايات المتحدة ويمثل شراب الذرة عالى الفركتوز حوالي 10% من إجمالي السعرات الحرارية.
ويستهلك الأمريكيون أكثر من 13% من السعرات الحرارية اليومية في شكل سكريات إضافية، فالمشروبات مثل المياه المنكهة والمشروبات الغازية ومشروبات الكافيين المحلاة تشكل 47% من هذه السكريات المضافة.
كما يستهلك الأمريكيون الذين يبلغون من العمر عامًا واحدًا مقدارًا أكبر من السكريات المضافة والزيوت والدهون المشبعة والصوديوم مما هو موصى به في إرشادات التغذية التي حددها مكتب الوقاية من الأمراض وتعزيز الصحة. ويستهلك 89% من الأمريكيين الصوديوم أكثر من الموصى به. وبالإضافة إلى ذلك، يسجل استهلاك الأمريكيين المفرط للزيوت والدهون المشبعة والسكريات المضافة نسب 72% و 71% و 70% على التوالي.